# Detroit (film)
Detroit è un film del 2017 diretto da Kathryn Bigelow.
La pellicola, scritta da Mark Boal, alla terza collaborazione con la Bigelow dopo The Hurt Locker e Zero Dark Thirty, narra gli scontri di Detroit del 1967 avvenuti dal 23 al 27 luglio, scatenati dall'intervento della polizia in un bar privo di licenza; alla fine il risultato fu di 43 morti, 1.189 feriti, oltre 7.200 arresti e più di 2.000 edifici distrutti. In particolare viene ricostruita, in forma romanzata, la vicenda accaduta all'Algiers Motel che portò al processo contro tre poliziotti accusati dell'omicidio di tre afroamericani.

## Trama
Nel 1967 a Detroit, in piena epoca delle battaglie per i diritti civili degli afroamericani, in un ghetto della città una notte scoppia una rivolta a seguito di una retata della polizia in un club dove si vendono alcolici senza permesso. Il giorno dopo, con l'arrivo delle forze di polizia speciali del governatore, un ragazzo nero che sta scappando dopo un furto in un supermarket viene inseguito dal poliziotto bianco Krauss, che gli spara alla schiena. Il ragazzo riesce a scappare, ma verrà ritrovato morto. Krauss viene interrogato dal suo capo, che in attesa di decidere se accusarlo di omicidio, lo rimanda al lavoro.
Larry Reed è un ragazzo afroamericano che sogna di sfondare nel mondo della musica pop con il suo gruppo "The Dramatics". Hanno in programma un'importante esibizione a teatro davanti a un vasto pubblico e con la possibilità di venir scelti da una casa discografica, ma l'evento va in fumo a causa degli scontri in strada e del conseguente sgombero del locale. Il gruppo di cantanti si allontana, ma a causa degli scontri e del coprifuoco imposto, si separa; Larry e il suo amico Fred si rifugiano per la notte al Motel Algiers, dove fanno la conoscenza di due ragazze bianche alloggiate nella struttura.
Nel frattempo, poco lontano, la polizia di ronda chiede informazioni sulla situazione locale a Melvin Dismukes, afroamericano assunto come guardia giurata presso un esercizio commerciale. Questi collabora con le forze di polizia nella repressione delle sommosse, ma allo stesso tempo cerca di limitare le tensioni, evitando in un'occasione che un giovane venga perquisito e arrestato. Dismukes cerca un approccio amichevole offrendo caffè ai militari della Guardia Nazionale di ronda. Dei colpi di pistola fanno però allarmare i militari che, individuatane la provenienza, si dirigono verso il Motel Algiers; infatti è da qui che Carl, un amico delle due ragazze, ha esploso dei colpi in direzione della pattuglia con una pistola scacciacani.
In seguito alla minaccia avvertita, i militari, affiancati dalla Polizia di Stato e dalla pattuglia di polizia locale comandata da Krauss, irrompono nella struttura per scoprire chi abbia esploso i colpi. Subito dopo l'irruzione, Carl viene ucciso da Krauss mentre cerca di fuggire. Gli altri ospiti dell'albergo vengono radunati, malmenati e minacciati di morte affinché rivelino chi è stato a sparare e dov'è l'arma, ma nessuno di loro parla. Benché Dismukes cerchi di allentare la tensione, Krauss e i colleghi mostrano ferocia, continuando a picchiare e insultare i presenti, incluse le due ragazze, che disprezzano per averle trovate in compagnia di ragazzi neri. Alcuni dei sospetti vengono prelevati e portati in stanze chiuse, dove viene esploso un colpo per far credere agli altri fermati che la persona è stata uccisa, allo scopo di intimidirli e farli confessare.
Tuttavia la situazione non trova la soluzione auspicata da Krauss, che non individua né il responsabile né l'arma da cui sono stati esplosi i colpi. Anzi, viste le modalità di gestione dell'operazione, sia la polizia di Stato sia i militari abbandonano il luogo, lasciando soli gli agenti della polizia locale. Krauss comunque continua a terrorizzare i fermati, affidando al suo collega più giovane il compito di "freddare" un altro dei sospettati. Il poliziotto però, non avendo compreso la tattica di Krauss, uccide davvero il ragazzo; Krauss, preso dal panico, decide di chiudere l'azione e andarsene via, sincerandosi però che nessuno dei testimoni ancora presenti possa raccontare quanto avvenuto. Solo Fred, l'amico di Larry, non accetta di fingere di non vedere quanto è successo e viene ucciso a sangue freddo da Krauss.
Larry viene ricoverato in ospedale. Tempo dopo anche lui viene chiamato a testimoniare al processo intentato contro Krauss e i suoi due colleghi, che termina tuttavia con l'assoluzione degli imputati. Larry, scosso da quanto è accaduto, abbandona la band, che finalmente è prossima al successo; decide di cambiare vita e trova lavoro come direttore del coro in una parrocchia del quartiere.

## Produzione
Il 28 gennaio 2016 viene annunciato che Kathryn Bigelow dirigerà un film sulla rivolta di Detroit, basato su una sceneggiatura di Mark Boal. Le riprese del film, il cui budget è stato di 34 milioni di dollari, sono iniziate nel luglio 2016 a Boston.

## Promozione
Il primo trailer viene diffuso il 12 aprile 2017.

## Distribuzione
Il film è stato distribuito nelle sale cinematografiche statunitensi in distribuzione limitata, in venti cinema, nel weekend precedente alla distribuzione nazionale, avvenuta a partire dal 4 agosto 2017, esattamente 50 anni dopo le vicende accadute.

## Accoglienza
Sull'aggregatore Rotten Tomatoes il film riceve l'83% delle recensioni professionali positive con un voto medio di 7,56 su 10 basato su 295 critiche, mentre su Metacritic ottiene un punteggio di 77 su 100, basato su 49 recensioni.

## Riconoscimenti
- 2018 - NAACP Image Award[10]
  - Miglior film indipendente
  - Candidatura per il miglior film
  - Candidatura per il miglior attore a Algee Smith
  - Candidatura per il miglior sceneggiatore di un film a Mark Boal
- 2018 - Satellite Award[11]
  - Candidatura per la miglior canzone originale (It Ain't Fair)